# جيمس دونغان
جيمس دونغان هو سياسي أمريكي، ولد في 31 مارس 1953 في مدينة سولت ليك في الولايات المتحدة. نشط حزبياً في الحزب الجمهوري. وقد انتخب عضو مجلس نواب ولاية يوتا ‏.

## وصلات خارجية
- الموقع الرسمي